# Nye scener fra Amerika
|  | Denne artikel er oprettet af botten PalnaBot ud fra en ekstern database. Den kan derfor have sproglige fejl eller mangler. Denne skabelon kan fjernes efter kontrol af indholdet. |

Nye scener fra Amerika er en rejsefilm fra 2002 instrueret af Jørgen Leth efter manuskript af Jørgen Leth.

## Handling
Jørgen Leths personlige og poetiske syn på Amerika, optaget i september 2001 i New York, Texas, New Mexico, Colorado, Arizona og Californien. Leth og hans fotograf Dan Holmberg besluttede sig for at lave en opfølger til deres egen "66 scener fra Amerika" fra 1981, som har opnået status som en klassiker i dokumentarfilmens historie. De ville skildre det mytologiske Amerika, de endeløse veje, benzinstationerne, diner'ne, motellerne, storbyen. Blandt de personer, som medvirker i filmen, er kultfigurer som digteren John Ashbery, musikeren John Cale, skuespilleren Dennis Hopper og fotografen Robert Frank. Sidstnævntes bog fra 50'erne "The Americans" er sammen med Edward Hoppers malerier en inspirationskilde for Leths og Holmbergs oplevelse af Amerika. John Cale har komponeret musikken til filmen.